# Klephte

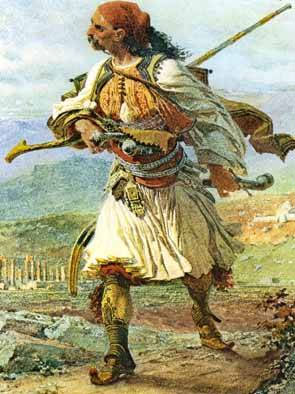
Représentation d'un klephte.

Les klephtes (du grec moderne κλέφτες / kléphtes, « voleurs » ) sont à l'origine des bandits des montagnes de Grèce durant la période de la Grèce ottomane.
Appelés haïdouks (du turc haydut : hors-la-loi) dans les autres pays balkaniques sous domination ottomane, ainsi qu'en Arménie et dans les principautés roumaines, les klephtes attaquaient indistinctement les chrétiens riches et les Turcs ou autres musulmans ottomans de toute condition, mais en prenant soin de redistribuer aux chrétiens pauvres de leur zone d'action une partie de leur butin, afin de s'assurer complicités et refuges. Leurs attaques contre les symboles du pouvoir ottoman, les collecteurs d'impôts en particulier, en firent, dans l'imagination populaire, des défenseurs des Grecs et autres chrétiens balkaniques opprimés par l'Empire ottoman. On leur prêta vite des capacités surhumaines de force, de courage et d'endurance. Le « berceau » des klephtes est le Valtos (el), ainsi que les régions des Agrafa et Xirómero.

## Klephtes et armatoles
Dans une volonté de contrôler le brigandage, les pachas ottomans tentèrent d'embaucher les klephtes pour les mettre comme mercenaires à leur service. Ces klephtes au service des Ottomans sont dits armatoles, un corps créé au XVe siècle. Ali Pacha de Janina, ancien klephte albanais lui-même, avait de nombreux armatoles à son service, qu'il a utilisés contre le Sultan pour tenter de se tailler un royaume personnel en Épire.
Comme les armatoles, les klephtes étaient habituellement organisés en groupes sous l'autorité d'un chef appelé Capétan (« capitaine ») et de son lieutenant appelé Protopallikare (le « premier des costauds »).
Grâce à leur connaissance du terrain et à leur expérience de l'embuscade et de la guérilla, les klephtes jouèrent un rôle non négligeable lors de la guerre d'indépendance grecque.

## Les klephtes avant l'indépendance

### Le brigandage durant l'époque ottomane
L'exploitation de la Grèce par les Ottomans à travers le système des timars, la double-capitation sur les chrétiens, la pédomazoma et les diverses taxes, corvées et persécutions, ont poussé des populations entières à se réfugier dans les montagnes, d'où certaines se livraient au brigandage et où elles s'abritaient de la répression,. La fréquence du brigandage augmente dans le monde ottoman à partir du XVIIe siècle, favorisée par la crise économique de l'Empire. Dans quelques régions, comme le Váltos, ce brigandage occasionnel des populations pastorales était endémique depuis l'antiquité.

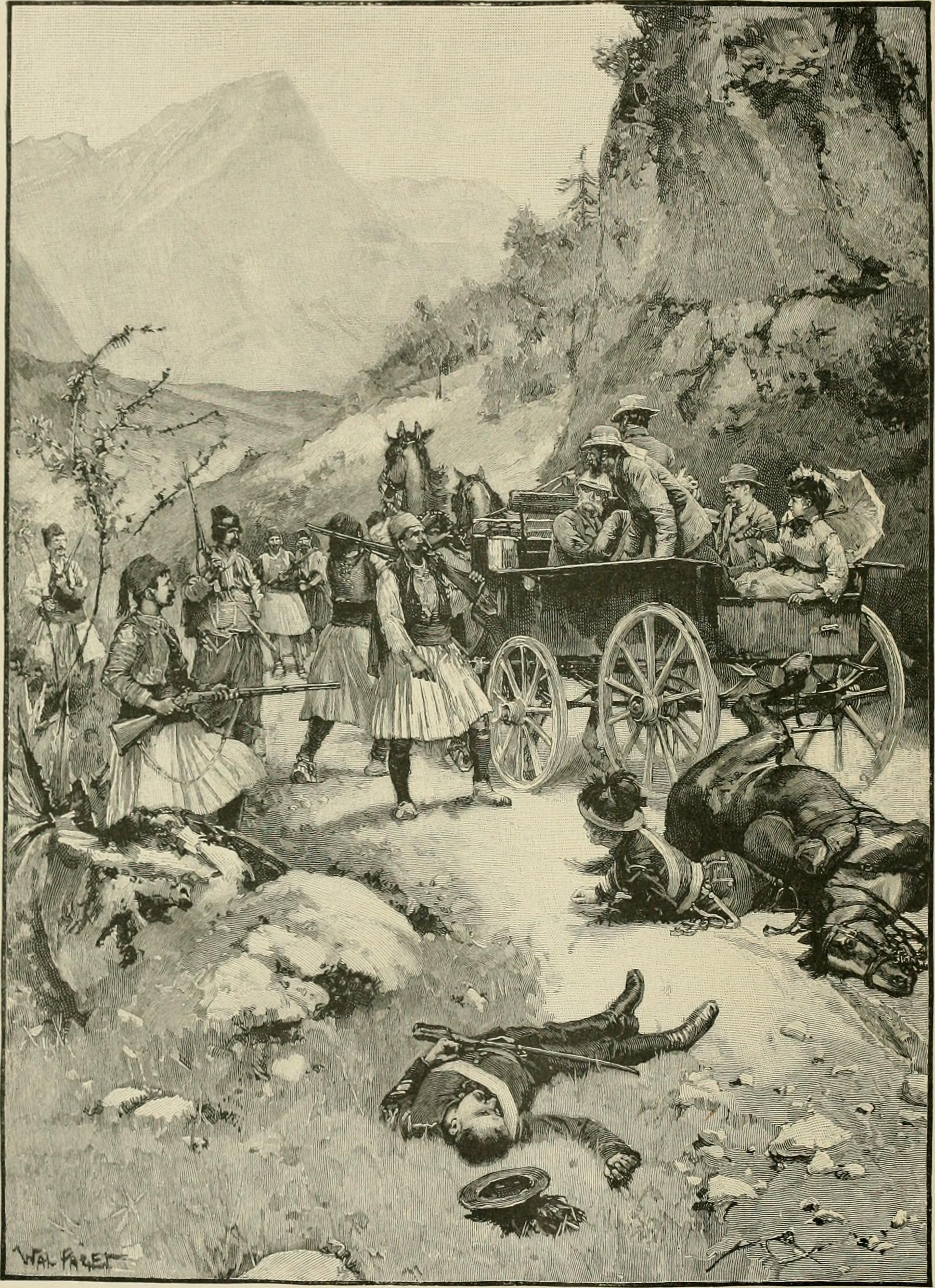
Un exemple de brigandage : au XIXe siècle, des klephtes capturent des touristes britanniques pour en tirer rançon, après avoir abattu l'escorte. Ce type de méfait a nourri le mishellénisme exprimé par Edmond About.

Pendant toute la durée de l'occupation ottomane, les klephtes étaient une source permanente de trouble et d'insécurité, car, organisés en compagnies, nombreuses ou non, ils menaçaient et effrayaient marchands et voyageurs. Ils leur tendaient des embuscades, les dépouillaient ou les gardaient prisonniers jusqu'à obtention d'une rançon, sans prendre en compte la religion de leurs victimes. Les armatoles organisés pour les combattre ne tenaient pas vraiment à les affronter, et les frontières entre klephtes et armatoles étaient poreuses.

### Les klephtes et la population
Les historiens actuels rejettent l'idée que les klephtes ne s'attaquaient qu'aux Turcs et aux notables grecs collaborateurs, les kodjabashis (el). Ils soulignent que leurs cibles étaient très diverses et leurs attaques concentrées dans des lieux peu peuplés et sur des victimes démunies, et qu'ils ne s'attaquaient pas aux Turcs ou Grecs qui pouvaient se défendre efficacement
Parfois, de fortes troupes de klephtes demandaient une rançon à des villages ou attaquaient des bourgades comme Karpenísi en 1764. Lors de ces attaques, parfois, les klephtes chrétiens collaboraient avec des musulmans albanophones « tsàmides » ou des brigands turcs. Les klephtes de cette époque ne semblaient pas avoir de conscience nationale, même si certains auteurs affirment que les soulèvements klephtes d'avant 1821 avaient des caractéristiques nationales. I. Filímon rapporte que les Turcs nommaient « klephtes sans religion » (chirziz giaourlar) les révolutionnaires grecs. Des actes de brigandage comme ceux des klephtes grecs sont abondamment signalés dans d'autres pays des Balkans, dans les empires turc ou autrichien : ils sont dus aux haïdouks, terme dérivé du turc haydut signifiant « hors-la-loi », « forban ».
Les détails attestés des actions des klephtes de cette époque montrent leur dureté : parfois les villageois résistèrent en armes aux attaques des klephtes, allant dans certains cas jusqu'à collaborer avec les Turcs, comme dans la poursuite des klephtes en 1805 dans le Péloponnèse. Par leurs actions, les klephtes étaient surtout une plaie des campagnes, et selon les travaux récents, il est difficile de croire qu'ils étaient aimés des chrétiens et que les paysans les voyaient comme leurs justiciers. Toutefois, les anciennes chansons traditionnelles célébrant leurs exploits montrent que certaines bandes ont pu exercer un ascendant sur les pauvres et les déshérités, par leur habileté aux armes et leur courage.

### Les klephtes, puissance militaire
À partir du XVIIIe siècle les klephtes ont commencé à montrer qu'ils étaient capables de créer des problèmes aux autorités ottomanes. Il fallut donc en tenir compte, aussi bien du côté des puissances étrangères qui s'intéressaient aux peuples chrétiens des Balkans, que de celui des Grecs qui s'employaient à soulever le joug ottoman. Ces derniers voyaient dans les klephtes d'héroïques redresseurs de torts et des hérauts de l'hellénisme : ils donnaient un sens romantique au mot klephte, dont le premier exemple est l'auteur de la Nomarchie grecque, publiée en 1806 en Italie. L'auteur s'adresse à des klephtes, qui, ne supportant pas la terrible tyrannie ottomane, s'enfuient dans les bois pour conserver leur liberté et ne s'en prennent pas aux paysans.

## Vie quotidienne et guérilla

### La vie dans la montagne

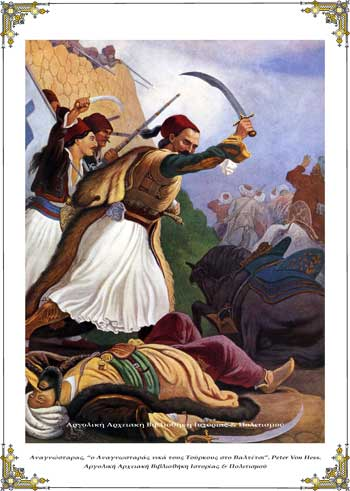
Le klephte Anagnostaras combattant les Turcs.

La vie quotidienne des klephtes était très difficile, car ils étaient forcés de se déplacer sans cesse, et se retrouvaient souvent poursuivis. Elle se déroulait dans leur refuge ou liméri (grec λημέρι) au grand air, jour et nuit, et demandait une grande endurance. Leur mode de vie n'était pas si différent de celui des bergers transhumants, ils utilisaient aussi les produits des bergeries pour se vêtir et se nourrir, confectionner des outres, construire des abris rudimentaires. Les bandes étaient constituées de parentèle au sens large : consanguins, alliés, parenté spirituelle, et clientèle. Ces troupes n'excédaient pas la cinquantaine d'hommes, en général.
Les forces des klephtes et armatoles réunis contre les ottomans s'élevaient à environ 12 000 hommes selon une évaluation du XIXe siècle. Mais chacun des groupes autonomes était encore très réduit, Makriyánnis commence la guerre d'indépendance avec dix-huit hommes. Il se voit confier trente hommes pour son premier commandement officiel, et finira tout de même à la tête de 1 400 engagés dans l'armée officielle. On constate dans ses mémoires la disproportion énorme entre les forces grecques et les forces turques, on compte par exemple 350 Grecs contre 9 000 Turcs près d'Arta en septembre 1821.

## Les klephtes après l'indépendance

### Naissance d'une armée
Peu à peu et jusqu'au début du combat de libération en 1821, les klephtes et les armatoles, qui représentaient en fait la seule puissance militaire de Grèce, combattaient l'occupation grâce à l'utilisation de leur technique très aboutie de guérilla. Sans lien avec leurs premières motivations, ces troupes de brigands formaient le « levain de la liberté » comme l'écrivait peu après Makriyánnis. Fort de sa formation militaire, Kolokotrónis, dans le Péloponnèse, leur imposa un mode d'organisation rationnel, alors qu'ailleurs les forces restaient plus dispersées. Une partie des troupes irrégulières s'engagea dans l'armée régulière créée par le français Fabvier, comme le fait Makriyánnis en 1825.

### Les klephtes héros

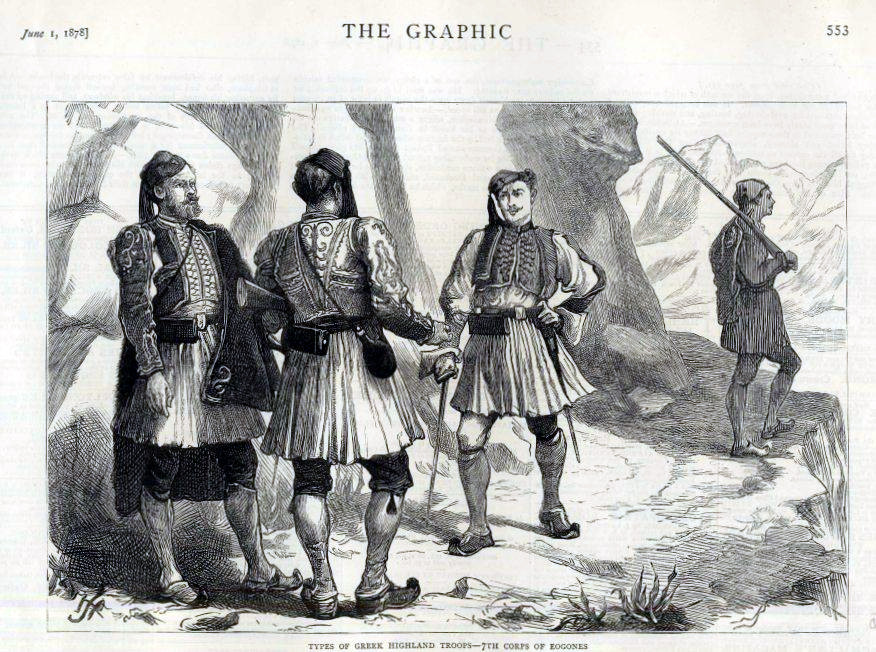
Chasseurs alpins grecs de 1878 vêtus « à la klephte ».

Après la révolution, la contribution réussie des klephtes à celle-ci a été un prétexte pour changer le sens du mot klephte. Cette conception romantique des klephtes s'est répandue rapidement, parce que cela donnait une vision plus belle du passé des Grecs, en reliant les klephtes à l'idéologie nationale. Cela se fit à travers des historiens comme Constantin Paparrigópoulos et Spyrídon Trikoúpis. Et surtout, d'anciens klephtes ou armatoles sont montés jusqu'au plus haut niveau hiérarchique de l'armée, de la politique et de l'économie de la société grecque du XIXe siècle. En 1837, Kolokotrónis fut nommé général de l'armée grecque. Nikítas Stamatelópoulos obtint un poste dans l'armée en 1843, puis fut sénateur à partir de 1847.
Certains d'entre eux dans leurs mémoires ont embelli -- en les qualifiant de patriotiques -- les actions pré-révolutionnaires des klephtes et des armatoles. Le philhellénisme contemporain de la guerre d'indépendance grecque a contribué à forger l'image romantique des klephtes, en témoignent en France les poèmes de Victor Hugo comme les Orientales, et les tableaux de Delacroix. La musique et le théâtre français donnent aussi des témoignages de la figure du klephte, jusque dans les années 1880,,. Le mot est entré dans la langue française après la publication en 1825 du livre de Fauriel, l'orthographe variant alors entre "klephte" et "clephte".
Les manuels scolaires grecs et chypriotes contiennent toujours ces figures mythiques de klephtes ayant contribué à l'indépendance,.

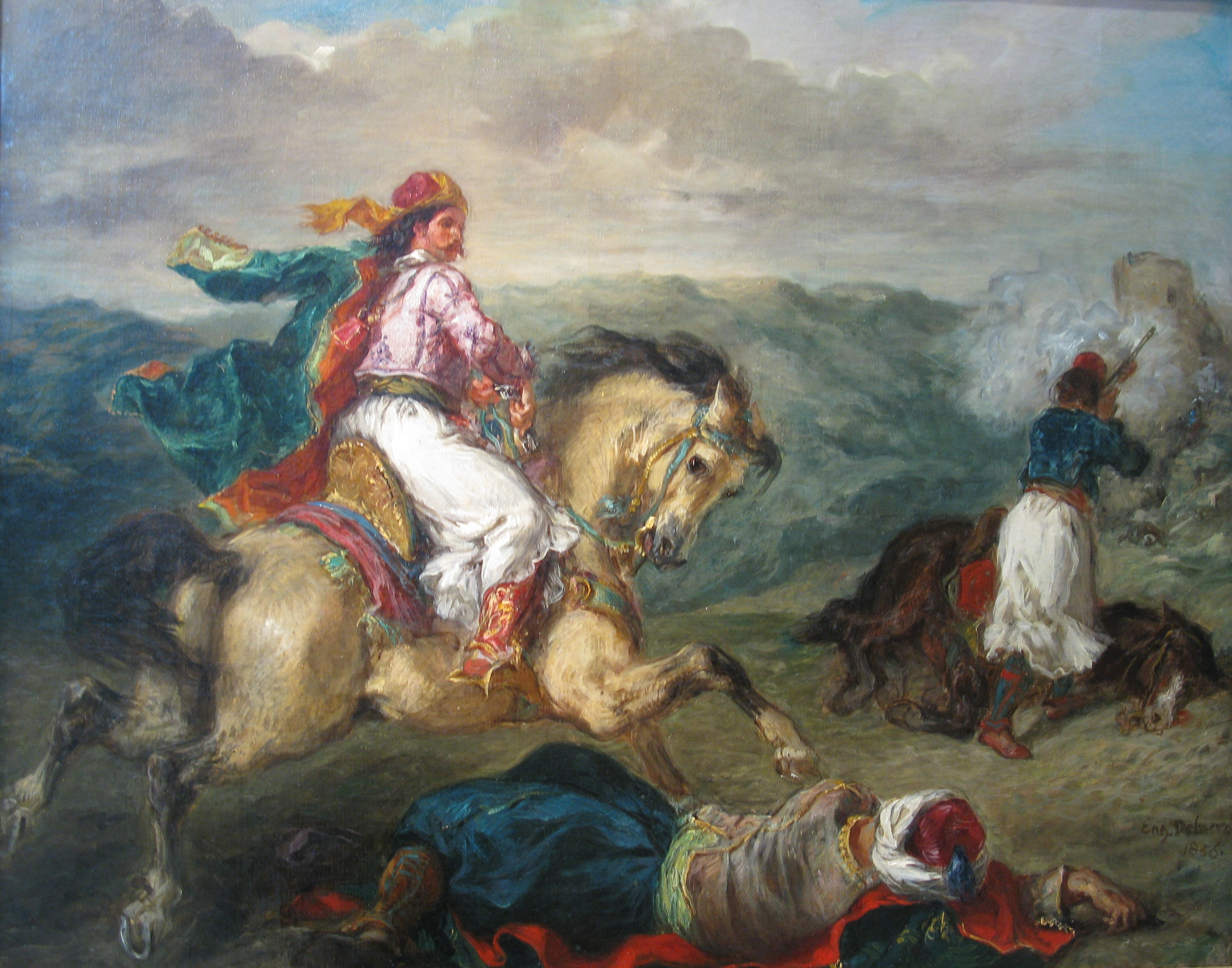
Guerrier grec, par Eugène Delacroix (1856)

Cependant les voyageurs en Grèce dans les années 1860 racontent encore des attaques de klephtes brigands, comme About et Foucaut.

## Chants klephtiques
Les chants klephtiques (κλέφτικα τραγούδια) se sont développés dans la Grèce continentale. Ils font partie du genre « musique folklorique grecque », qui inclut la poésie traditionnelle, et leurs thèmes habituels sont la mort d'un klephte ou la vie des bandes de klephtes. Les chants klephtiques sont particulièrement populaires en Épire et dans le Péloponnèse. En France, ils ont été recueillis, publiés et traduits par Claude Fauriel en 1824.
La « bataille de montagnes » est un thème commun à certaines chansons klephtiques dont la plus célèbre est La Bataille du mont Olympe et du mont Kissavos ; ce motif poétique remonte à la Grèce classique comme en témoigne un poème de Corinne relatant une dispute entre le Mont Hélicon et le mont Cithéron.

## Klephtes célèbres

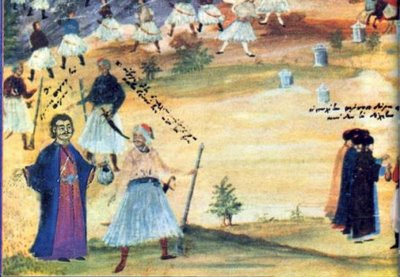
« Rigas semant les graines de la Liberté », dessin populaire.

- Odysséas Androútsos
- Márkos Bótzaris
- Athanasiós Diákos
- Geórgios Karaïskákis
- Antónis Katsantónis (el)
- Théodoros Kolokotrónis
- Dimítrios Makrís
- Chrístos Miliónis
- Nikítas Stamatelópoulos
- Zacharias Barbitsiotis

## Sources
- Pour avoir une idée romancée de la vie des klephtes au XIXe siècle, voir Edmond About, "Le roi des montagnes", Paris 1854. [lire en ligne]
- (en) John S. Koliopoulos, Brigands with a cause : brigandage and irredentism in modern Greece, 1821-1912, Oxford 1987  (ISBN 0-19-822863-5)